# DJ Drama
Tyree Cinque Simmons (Filadélfia, Pensilvânia, 22 de abril de 1978), é um artista de hip hop americano.

## Discografia

### Álbuns de estúdio
| Título                                                                                        | Detalhe do álbum | Posições em paradas músicais | Posições em paradas músicais | Posições em paradas músicais |
| Título                                                                                        | Detalhe do álbum | US                           | US R&B                       | US Rap                       |
| --------------------------------------------------------------------------------------------- | --- | ---------------------------- | ---------------------------- | ---------------------------- |
| Gangsta Grillz: The Album                                                                     | - Lançamento: 4 de dezembro de 2007 - Gravadora: Grand Hustle, Atlantic - Formatos: CD, digital download                                  | 26                           | 3                            | 2                            |
| Gangsta Grillz: The Album (Vol. 2)                                                            | - Lançamento: 19 de maio de 2009 - Gravadora: Grand Hustle, Atlantic - Formatos: CD, digital download                                     | 26                           | 5                            | 4                            |
| Third Power                                                                                   | - Lançamento: 11 de outubro de 2011 - Gravadora: eOne Music, Aphilliates Records, Powerhouse Productions - Formatos: CD, digital download | 42                           | 7                            | 6                            |
| Quality Street Music                                                                          | - Lançamento: 2 de outubro de 2012 - Gravadora: eOne Music, Aphilliates Records, Powerhouse Productions - Formatos: CD, digital download  | 15                           | 5                            | 2                            |
| Quality Street Music 2                                                                        | - Lançamento: 22 de julho de 2016 - Gravadora: eOne Music, Aphilliates Records, Powerhouse Productions - Formatos: CD, digital download   | 40                           | 6                            | 5                            |
| "—" indica que a gravação não foi incluída nas paradas ou não foi distribuída naquela região. | |                              |                              |                              |

## Singles

### Como artista principal
| Título                                                                                        | Ano  | Posições em paradas músicais | Posições em paradas músicais | Posições em paradas músicais | Certificações | Álbum                              |
| Título                                                                                        | Ano  | US                           | US R&B                       | US Rap                       | Certificações | Álbum                              |
| --------------------------------------------------------------------------------------------- | ---- | ---------------------------- | ---------------------------- | ---------------------------- | ------------- | ---------------------------------- |
| "5000 Ones" (featuring Nelly, T.I., Diddy, Yung Joc, Willie the Kid, Young Jeezy and Twista)  | 2007 | —                            | 69                           | —                            |               | Gangsta Grillz: The Album          |
| "The Art of Storytellin' Part 4" (featuring OutKast and Marsha Ambrosius)                     | 2008 | —                            | 91                           | —                            |               | Gangsta Grillz: The Album          |
| "Day Dreaming" (featuring Akon, Snoop Dogg and T.I.)                                          | 2009 | —                            | 88                           | —                            |               | Gangsta Grillz: The Album (Vol. 2) |
| "Oh My" (featuring Fabolous, Roscoe Dash and Wiz Khalifa)                                     | 2011 | 95                           | 18                           | 12                           |               | Third Power                        |
| "We in This Bitch" (featuring Young Jeezy, T.I., Ludacris and Future)                         | 2012 | —                            | 68                           | —                            |               | Quality Street Music               |
| "My Moment" (featuring 2 Chainz, Meek Mill and Jeremih)                                       | 2012 | 89                           | 23                           | 16                           |               | Quality Street Music               |
| "So Many Girls" (featuring Tyga, Wale and Roscoe Dash)                                        | 2013 | 90                           | 30                           | —                            |               | Quality Street Music               |
| "Wishing" (featuring Chris Brown, Skeme and LyQuin)                                           | 2016 | 77                           | 29                           | —                            | - RIAA: Gold  | Quality Street Music 2             |
| "—" indica que a gravação não foi incluída nas paradas ou não foi distribuída naquela região. |      |                              |                              |                              |               |                                    |